# Monterschu

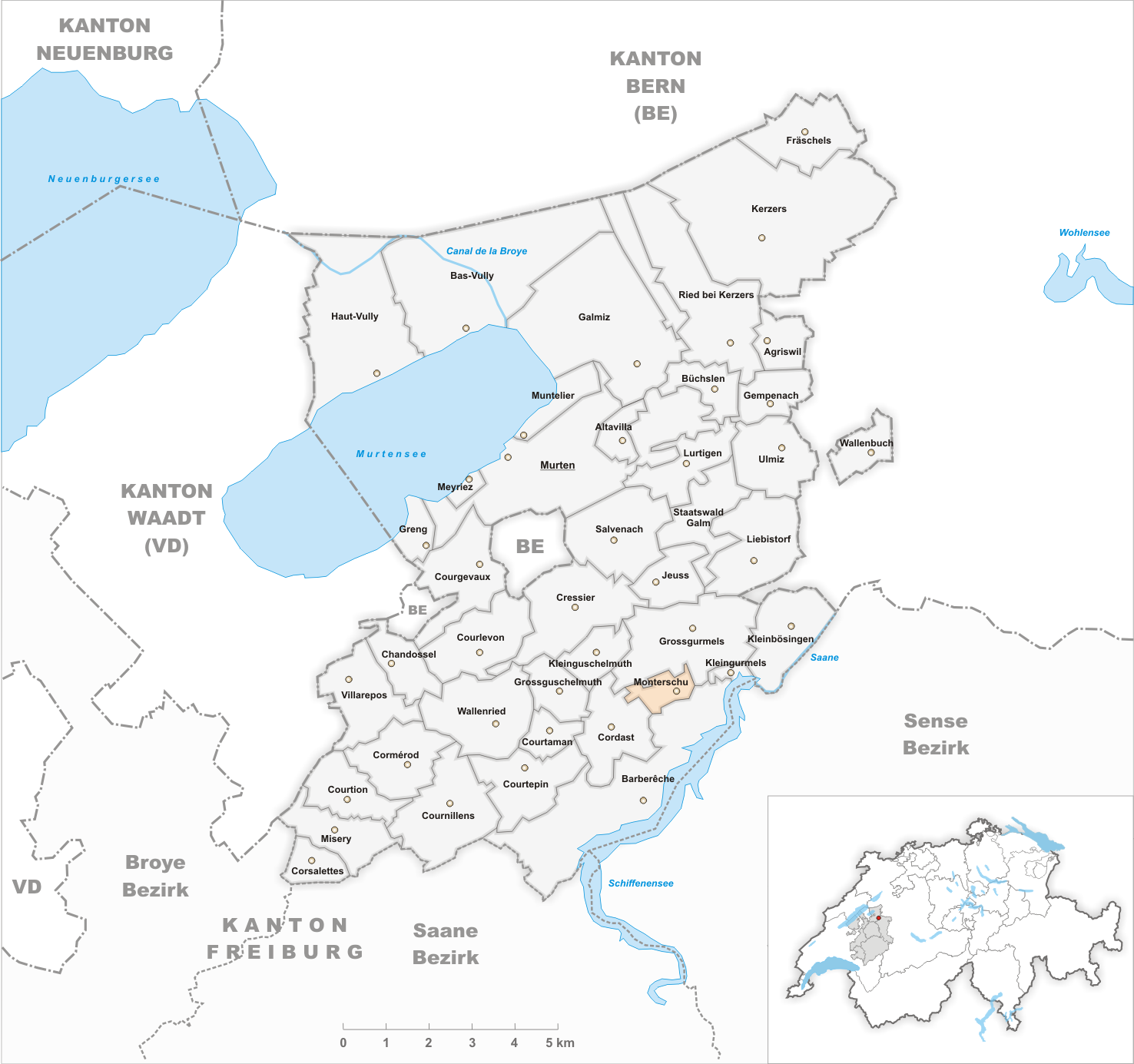
Gemeindestand vor der Fusion am 1. Januar 1978

Monterschu ist ein Weiler und früher eine selbständige politische Gemeinde im Seebezirk (französisch: District du Lac) des Kantons Freiburg in der Schweiz. Am 1. Januar 1978 fusionierte Monterschu mit dem damaligen Grossgurmels zur neuen Gemeinde Gurmels.

## Geographie
Monterschu liegt auf 599 m ü. M., eineinhalb Kilometer südlich von Gurmels und sieben Kilometer südöstlich des Bezirkshauptortes Murten (Luftlinie). Der Weiler erstreckt sich auf einem breiten Höhenrücken nordöstlich des Bulliardholzes, zwischen dem Tal des Cordastbaches im Norden und dem Schiffenensee im Süden, im nördlichen Freiburger Mittelland. Das kleine Gemeindegebiet umfasste die Hochfläche von Monterschu und reichte im Südwesten auf die Waldhöhe des Bulliardholzes (666 m ü. M.).

## Bevölkerung
Mit 46 Einwohnern (1970) zählte Monterschu vor der Fusion zu den kleinsten Gemeinden des Kantons Freiburg. Neben dem Weiler gehören auch einige Einzelhöfe zu Monterschu.
Einwohnerzahlen: Volkszählungsdaten

## Wirtschaft
Monterschu lebt noch heute von der Landwirtschaft, insbesondere vom Ackerbau, dem Obstbau und der Viehzucht.

## Verkehr
Das Dorf liegt abseits der grösseren Durchgangsstrassen an einer Verbindungsstrasse von Courtepin nach Kleingurmels. Monterschu besitzt keine Anbindung an das Netz des öffentlichen Verkehrs.

## Geschichte
Die erste urkundliche Erwähnung des Ortes erfolgte 1223 unter dem Namen Moncorsum. Später erschienen auch die Bezeichnungen Montcorsu (1363) und Monterson (1423). Seit dem Mittelalter war Monterschu im Besitz der Grafen von Thierstein. 1442 kam das Dorf durch Kauf unter die Herrschaft von Freiburg und gehörte fortan zur Alten Landschaft (Spitalpanner).
Nach dem Franzoseneinfall im März 1798 und dem folgenden Zusammenbruch des Ancien Régime gehörte Monterschu während der Helvetik zunächst zum Distrikt Murten, ab 1803 zum Bezirk Freiburg und ab 1831 zum Deutschen Bezirk Freiburg, bevor es 1848 mit der neuen Kantonsverfassung in den Seebezirk eingegliedert wurde. Als erste Gemeinde fusionierte Monterschu am 1. Januar 1978 mit dem damaligen Grossgurmels. Die neue Gemeinde nannte sich nun Gurmels.

## Sehenswürdigkeiten
Das Schloss in Monterschu ist ein in der zweiten Hälfte des 18. Jahrhunderts erbauter Herrensitz.